# Костел Святої Анни (Озеряни)
Костел Святої Анни в Озерянах — парафіяльний римо-католицький храм у селі (раніше містечку) Озеряни Борщівського району Тернопільської области України. Пам'ятка архітектури місцевого значення.

## Історія
Після першого поділу Польщі в 1772 р. Озеряни перейшли до Габсбурзької монархії (Австрії). Але вже за рік Жевуські викупили містечко в австрійського Уряду. У другій половині ХІХ століття магнати Жевуські продали маєток в Озерянах гетьману та канцлеру великому литовському Леонові Сапезі (1803—1878), сину Адама Сапіги, власника маєтку в Більче-Золотому. Про долю замку за часів Сапіг нічого невідомо, але ця родина залишила після себе в Озерянах величний костел, який є найпривабливішою пам'яткою колишнього містечка.
До початку ХІХ століття римо-католицька парафія в Озерянах належала до Кам'янецької дієцезії (до парафії в Борщові), після чого перейшла в підпорядкування Львівської архідієцезії. У 1854 році Озеряни виокремилися в самостійну парафію, яка належала Язловецькому деканату. У 1875 році власник села Леон Сапега збудував в Озерянах величний неоготичний костел, який було освячено під титулом Святої Анни.
У 1885 році парафія в Озерянах налічувала понад 2 тисячі парафіян. З 1889 році костелом опікувалися отці-місіонери, які облаштували при храмі монастир. Після Першої світової війни, коли костел знову став парафіяльним, його підпорядкували Борщівському деканату. З остаточним закріпленням радянської влади на західноукраїнських землях костел закрили, перетворивши його на складське приміщення. Храм повернули вірянам у 1991 році. Тоді ж мешканці Озерян, які таємно зберігали в себе костельне майно, повернули його до святині.